# De Romand
 De Romand (fl. XX secolo) è stato un nuotatore francese.
Partecipò alle gare di nuoto della II Olimpiade di Parigi del 1900.
Prese parte alla semifinale dei 200 metri dorso, dove arrivò settimo, nuotando in 3'56"6, qualificandosi per la finale, dove arrivò sesto in 3'38"0. Inoltre partecipò alla gara dei nuoto subacqueo, piazzandosi quattro in finale, con un punteggio di 145.2, e a quella dei 4000 metri stile libero, piazzandosi sesto in semifinale, nuotando in 1:50'36"4.